# Virpazaria stojaspali
Virpazaria stojaspali is een slakkensoort uit de familie van de Strobilopsidae. De wetenschappelijke naam van de soort is voor het eerst geldig gepubliceerd in 2009 door A. Reischutz, P.L. Reischutz & Subai.